# Weißenburger Katechismus
Der Weißenburger Katechismus, verfasst am Ende des 8. Jahrhunderts, ist ein Glaubenskompendium für Priester in althochdeutscher Sprache. 
Der aus dem elsässischen Kloster Weißenburg oder aus Worms stammende Text enthält das Vaterunser mit Kommentar, ein lateinisch-deutsches Beichtschema mit dem Katalog der Hauptsünden, das Glaubensbekenntnis in seiner apostolischen und athanasischen Form sowie das „Gloria in excelsis“.
Das Werk entstand im Gefolge der Admonitio generalis („Allgemeine Ermahnung“), eines 789 von Karl dem Großen erlassenen Kapitulars, mit dem auch eine Kirchenordnung festgeschrieben wurde.